# Iker Martínez de Lizarduy
Iker Martínez de Lizarduy, född den 16 juni 1977 i San Sebastián i Spanien, är en spansk seglare.
Han tog OS-silver i 49er i samband med de olympiska seglingstävlingarna 2008 i Qingdao i Kina.